# Comté d'Iowa (Wisconsin)
Pour les articles homonymes, voir Iowa (homonymie) et Comté d'Iowa.
Le comté d’Iowa (en anglais : Iowa County) est l’un des 72 comtés de l'État du Wisconsin, aux États-Unis.
Siège et plus grande ville : Dodgeville.